# Trolleybus de Sébastopol
Le trolleybus de Sébastopol (en russe : Севастопольский троллейбус) est le principal réseau de transport en commun desservant la ville de Sébastopol, en Crimée.

## Histoire
Il a été mis en place dans le cadre de la reconstruction d'un réseau de transport en commun desservant la ville, le réseau de tramways de Sébastopol ayant été entièrement détruit durant la Seconde Guerre mondiale. La première ligne de trolleybus a été mise en service le 6 novembre 1950.

## Lignes
Le réseau compte 12 lignes en 2011.